# Station Pokrzywnica
Station Pokrzywnica is een spoorwegstation in de Poolse plaats Pokrzywnica.